# Neera (hetera)
Neera (en griego antiguo: Νέαιρα/ Néaira) fue una hetera del siglo IV a. C. de la Antigua Grecia; sin embargo, no hay datos precisos sobre sus fechas de nacimiento y muerte. Fue el personaje clave en varios juicios destacados, cuya documentación da una vívida imagen de las condiciones de vida de las mujeres en la sociedad de las polis griegas. Fue encausada en juicios entre 343 y 340 a. C., acusada de casarse ilegalmente con un ciudadano ateniense y presentar a su hija como ciudadana ateniense.
El discurso Contra Neera en el juicio de Apolodoro de Acarnas se conserva como el discurso quincuagésimo noveno de Demóstenes, aunque el discurso se atribuye a menudo a Pseudo-Demóstenes, que parece que trabajó en muchos de los discursos de Apolodoro. El discurso proporciona más detalles que cualquier otro sobre las prostitutas de la antigüedad y por lo tanto una gran cantidad de información sobre el comercio sexual en las antiguas ciudades-estados (polis).

## Vida

### Primeros años
Neera probablemente nació en torno al año 400 a. C. Su origen es incierto: podría ser una niña expósita o de una región lejana, tal vez Tracia. Fue comprada en 390 a. C. por Nicáreta de Corinto, una proxeneta. Nicáreta regentaba un prostíbulo de lujo en Corinto, una ciudad famosa en la antigüedad por su floreciente economía de la prostitución. Allí el verbo korinthiazein (ϰορινθιάζεσθαι), se traducía por "prostituirse".
Nicáreta presentó a Neera como su hija y cuidaba mucho de la 'formación' de sus prostitutas. Debido a esta supuesta relación de parentesco, Nicáreta intentó subir el precio de sus servicios a los clientes: era común que las mujeres libres pidieran precios más altos por sus servicios.
Según el testimonio del hijo de Pasión de Atenas, el escritor griego Apolodoro, que trató sobre Neera de manera negativa en casi todos sus textos, ella comenzó a vender sus encantos incluso antes de la pubertad, que prácticamente significa que Nicáreta la obligaba a ejercer la prostitución desde niña. Su formación no se limitaba a su comportamiento con los hombres, en los cuidados corporales y artificios cosméticos: entraba en los deberes profesionales de la hetera aportar a los clientes una compañía estimulante en el plano intelectual en los banquetes. Es por ello que recibían vastos conocimientos culturales en las áreas de la literatura, el arte y la música, lo que era inusual entre las mujeres griegas.

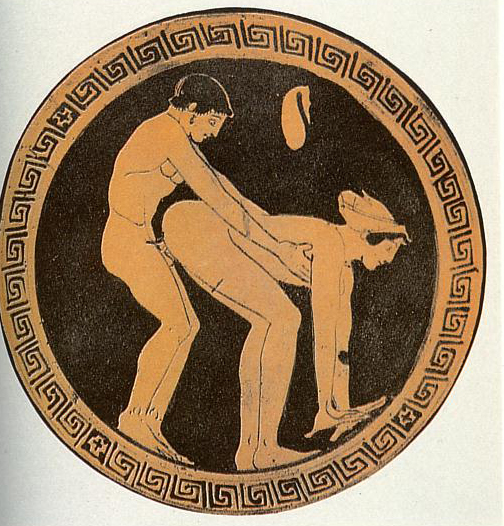
Un hombre y una hetera copulando (en la pared, una bolsa recuerda el carácter de la escena). Figura del tondo de un kílix de cerámica ática de figuras rojas del Pintor de Bodas; propiedad privada, Múnich (c. 480-470 a. C.)

Junto a Neera vivían en el burdel de Nicáreta otras seis mujeres de diferentes edades, cuyo nombre ha llegado hasta nosotros:  Metanira, Antía, Estrátola, Aristoclea, Fila e Istmíada. Probablemente tenían una gran reputación en su época. En aquella época, muchos dramas fueron titulados con el nombre de Antía, y el poeta Filetero menciona en su poema La cazadora tres chicas de Nicáreta (Neera, Fila e Istmias). La clientela pertenecía en gran parte a mejor sociedad de la época. Venían incluso de fuera de Corinto, porque esta ciudad, gracias a su favorable posición en el istmo, era un centro de comercio. Sabemos muchos de los nombres de los clientes, políticos, deportistas, filósofos y poetas, como el poeta Jenoclides o el actor Hiparco.
Un cliente importante del burdel de Nicáreta, amante habitual de Metanira, fue el orador Lisias. Como su dinero beneficiaba a Nicáreta, pero quería complacer a su amante, a mediados de los años 380 a. C., financió un viaje a Eleusis, ciudad vecina de Atenas, donde fue iniciada en los Misterios. Los amantes fueron acompañados en su viaje por Nicáreta y Neera. Probablemente fue la primera estancia de Neera en la metrópolis de Ática.
Más tarde, en el 378 a. C., regresó a esta ciudad, esta vez a los juegos de las Panateneas, donde acompañó a su amante, y cliente habitual, Simo de Tesalia. Este último perteneció a la importante familia tesalia de los Aleuadas y era una celebridad en Grecia en el siglo IV a. C., aunque no se tiene seguridad sobre su estatus social en el momento del viaje.
Como puede verse en las relaciones entre Lisias y Metanira o Neera y Simo, las uniones con las heteras de Nicáreta no debieron consistir en satisfacciones rápidas y fugaces, sino en relaciones más a largo plazo. Sin embargo, no se las puede incluir en la clase alta de las prostitutas, porque su condición de esclavas no les daba ninguna libertad para elegir a sus clientes.

### Entre el burdel y la libertad

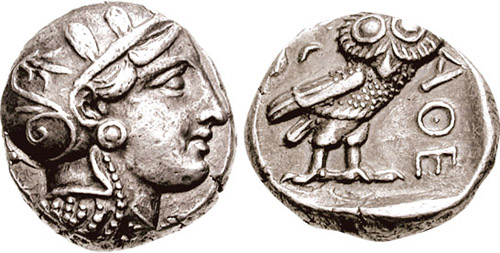
Tetradracma ateniense de la época de Neera (393-355 a. C.)

El tiempo más rentable económicamente de sus esclavas para Nicáreta eran los años entre la pubertad y los 30. Después, su atractivo decaía  a ojos de los clientes. Por lo tanto, Nicáreta ciertamente no se opuso a que el corintio Timanóridas, y el leucadio Éucrates, compraran a Neera en el 376 a. C., probablemente poco después del viaje a Atenas. Formaban parte de los clientes habituales de Neera, y pensaban que sería más económico para el futuro comprarla inmediatamente, aunque la transacción les costara una gran suma de dinero.
Nicáreta pidió 3000 dracmas (diez veces más que un artesano esclavo formado, y de cinco a seis veces los ingreso anuales de un trabajador). Aunque la suma alcanzara el límite financiero de ambos, concluyeron el negocio. Ahora, Neera tenía dos amos que podían hacer lo que quisieran con ella. Esta práctica no era inusual y hay fuentes antiguas al respecto. Contrariamente a lo que ocurría con otras copropiedades, en este caso, no hubo ninguna disputa entre los dos dueños.
Pero trascurrido un año, uno de los dos (o incluso dos) querían casarse. El mantenimiento de una hetera era oneroso y había que encontrar una salida. Éucrates y Timanóridas le dijeron a Neera que podría volver a comprar su libertad por 2000 dracmas, que le condonaban mil dracmas, 500 cada uno, pero que las 20 minas las consiguiese ella y se las abonara a ellos. Le pusieron como condición abandonar para siempre Corinto. Con la ayuda de clientes anteriores y particularmente de un hombre llamado Frinión de Peania, hermano de Demócares,  este añadió las 20 minas al dinero que ella había logrado recaudar de sus otros amantes, compró su libertad, y partió con Frinión a Atenas.
Frinión era un libertino, y según Apolodoro, llevó a Neera a banquetes, a cualquier lugar donde se bebiera. Incluso habría tenido sexo en público con ella, lo que era inusual en la Antigua Grecia y chocante incluso en ambientes informales. Informa detalladamente de una borrachera en una festín al final del verano del 374 a. C. en casa del estratego ateniense Cabrias, con motivo de su victoria en los Juegos Píticos. Allí muchos estuvieron con ella, incluso algunos de los servidores de Cabrias.
Entre los veranos del 372 y del 373 a. C., como Neera era maltratada por Frinión, provista de sus joyas, vestidos, objetos pertenecientes a Frinión, y de dos esclavas, Tratta y Cocálina, huyó a Mégara. Neera hubiera hecho buen negocio si la guerra contra Esparta no hubiera estallado, paralizando el comercio —y la prostitución— porque los clientes estaban lejos de la ciudad. Neera permaneció dos años en la ciudad, pero el trabajo como prostituta no le proporcionaba dinero suficiente, debido a que era derrochadora, los megarenses no eran liberales y tenía prohibido volver a trabajar en Corinto.

### Vida con Estéfano
Después de la batalla de Leuctra, que revirtió las relaciones de fuerza en Grecia en contra de Esparta y a favor de Tebas, el rico ateniense Estéfano fue a Mégara y permaneció algún tiempo en casa de Neera. Parece que se enamoraron y comenzaron una relación. Es posible que Neera no estuviera realmente enamorada, pero prefería tener seguridad con Estéfano a una vida incierta e inestable. Como después de la batalla de Leuctra su situación no mejoró en Mégara, regresó a Atenas con Estéfano. Es probable que creyera tener en Estéfano un defensor que le aportara seguridad frente a Frinión. Estéfano le prometió defenderla de Frinión, y que a los hijos que ya tenía los presentaría en su fratría y los haría ciudadanos.
Apolodoro menciona que Neera, al dejar Mégara se llevó a sus tres hijos a Atenas: Próxeno, Aristón, y una chica llamada Estribela,  quien más tarde fue conocida con el nombre de Fano. Añade que Fano también se convirtió en hetera y fue por competir con su madre. Al parecer, tuvo Neera al regresar a Atenas, que volver a ejercer de hetera para contribuir al mantenimiento de Estéfano. Pero todos estos argumentos  son poco creíbles, y Apolodoro no proporciona ninguna prueba.
Otro problema fue que Frinión tan pronto como se enteró de la presencia en Atenas de Neera, intentó con unos amigos llevársela de casa de Estéfano. Tal modo de proceder significa que tenía la intención de hacer valer sus derechos de propietario sobre su esclava. Estéfano dio una fianza por ella ante el polemarco y quedó liberada.
Frinión interpuso una acción privada contra Estéfano, reivindicando la libertad de Neera. Los familiares de ambos les convencieron para que les confiaran un arbitraje. Cada uno escogió un árbitro privado, y estuvieron de acuerdo en seleccionar un tercero. Acordaron someterse al juicio de los árbitros sin lugar a apelación.
El resultado fue, como suele suceder en los casos de arbitraje, un compromiso aceptable para Frinión y Estéfano. Los árbitros decidieron que Neera era de hecho libre, y que además era dueña de sí misma (kyria). Era una decisión muy inusual en una sociedad donde todas las mujeres ciudadanas, tenían al menos un kyrios (dueño). Sin embargo, ella tuvo devolver todos los objetos con que salió de casa de Frinión, excepto los vestidos, joyas y esclavas. Además, la tendrían la mitad de un mes cada uno. Su sustento se lo procuraría el que estuviera con ella. No está claro cuánto tiempo duró este compromiso, ya que a Frinión no se le menciona más en las fuentes a partir de esta fecha.

### Fano
Más de diez años después de estos acontecimientos, Fano fue casada por primera vez. Apolodoro declarará más tarde que ella era la hija natural de Neera. Estéfano, como si fuese hija suya, la dio en matrimonio a un ateniense llamado Frástor de Egilia y le entregó una dote de 30 minas. Pero este matrimonio era infeliz y se divorciaron un año más tarde, estando Neera embarazada. El motivo del divorcio dado por Frástor fue que había descubierto que Fano no era hija de Estéfano y su primera esposa, sino de Neera. Los matrimonios entre atenienses y no atenienses estaban prohibidos. La verdadera razón fue sin duda que Fano, en su opinión, no le mostraba suficiente respeto y por lo tanto no representaba el ideal de la mujer ateniense.
La consecuencia es bastante embrollada. Como Frástor no restituyó la dote de 3000 dracmas, Estéfano presentó una denuncia contra él por alimentos  en el Odeón, basándose en una ley que obligaba a quien repudiaba a su esposa a devolver la dote. Por su parte, Frástor ejercitó una acción pública contra Estéfano ante los tesmótetas, por haberle dado en matrimonio a él, que era ciudadano ateniense, la hija de una extranjera. Como la jurisdicción ateniense estaba en manos de jueces no profesionales, la parte que ganaba a fin de cuentas era aquella cuya retórica era la más convincente, lo que en ocasiones desembocaba en errores judiciales sonoros. Debido a esta circunstancia, Estéfano corría peligro de incurrir en una pena grave, llegó a una transacción con Frástor. Renunció a la dote, retiró la demanda de alimento, y Frástor retiró la acusación ante los tesmótetas. Para Estéfano no eran solo 3000 dracmas las que estaban en juego en caso de derrota, sino también la pérdida de sus derechos civiles y políticos, puesto que Fano podría haber renunciado a reconocer su condición de ciudadana.
Poco después de este episodio, Frástor cayó gravemente enfermo. A pesar de todo lo que había sucedido, Fano y Neera lo cuidaron. Durante su enfermedad, Frástor, que carecía de hijos y de esperanza de salir con vida, para que sus parientes no heredaran sus bienes, adoptó al hijo de Fano, como su hijo legítimo y legalmente su heredero.
A mediados o a finales de los años 350 a. C. un nuevo problema llevó a Estéfano ante los tribunales. Urdió una intriga contra Epéneto de Andros, un antiguo amante de Neera, que se alojaba en su casa cuando viajaba a Atenas. Con el pretexto de ofrecer un sacrificio, Estéfano lo atrajo al campo y lo aprehendió por tener relaciones sexuales con Fano. Como dueño de la casa, protector de todos los que vivían bajo su techo, Estéfano tenía derecho a castigar a Epéneto e incluso a matarlo. Sin embargo, solo le infundió miedo y le cobró 3000 dracmas. Epéneto aceptó y encontró dos amigos que actuaron como fiadores.  En cuanto fue liberado acusó a Estéfano de secuestro. Epéneto reconoció haber mantenido relaciones con Fano, pero no ser un adúltero, pues ella no era hija de Estéfano, sino de Neera. Su madre sabía que tenía relaciones íntimas con él, aduciendo que la ley no permite apresar como adúltero al hombre que se acuesta con mujeres en un burdel, afirmando que eso era la casa de Estéfano, un burdel y que de esta procedían sus ingresos. En realidad, todas estas acusaciones eran fáciles de negar y Epéneto habría tenido problemas para encontrar a testigos dispuestos a testificar contra Fano. Con todo, los jueces podrían fácilmente ser convencidos de que una chica criada en el hogar de la famosa Neera era también un hetera.
De nuevo, Estéfano retiró la denuncia y renunció a las 3000 dracmas. Aunque hubiera ganado, el juicio habría llegado al tribunal, donde la promiscuidad de Fano no hubiera podio haberse ocultado, lo que habría dañado seriamente las posibilidades de un nuevo matrimonio de la joven. Como resultado del arbitraje Epéneto aportó 1000 dracmas a la dote de la hija de Neera. El segundo matrimonio de Fano celebrado poco después fue realmente respetable, pero terminó por resultar infeliz.

### Juicio

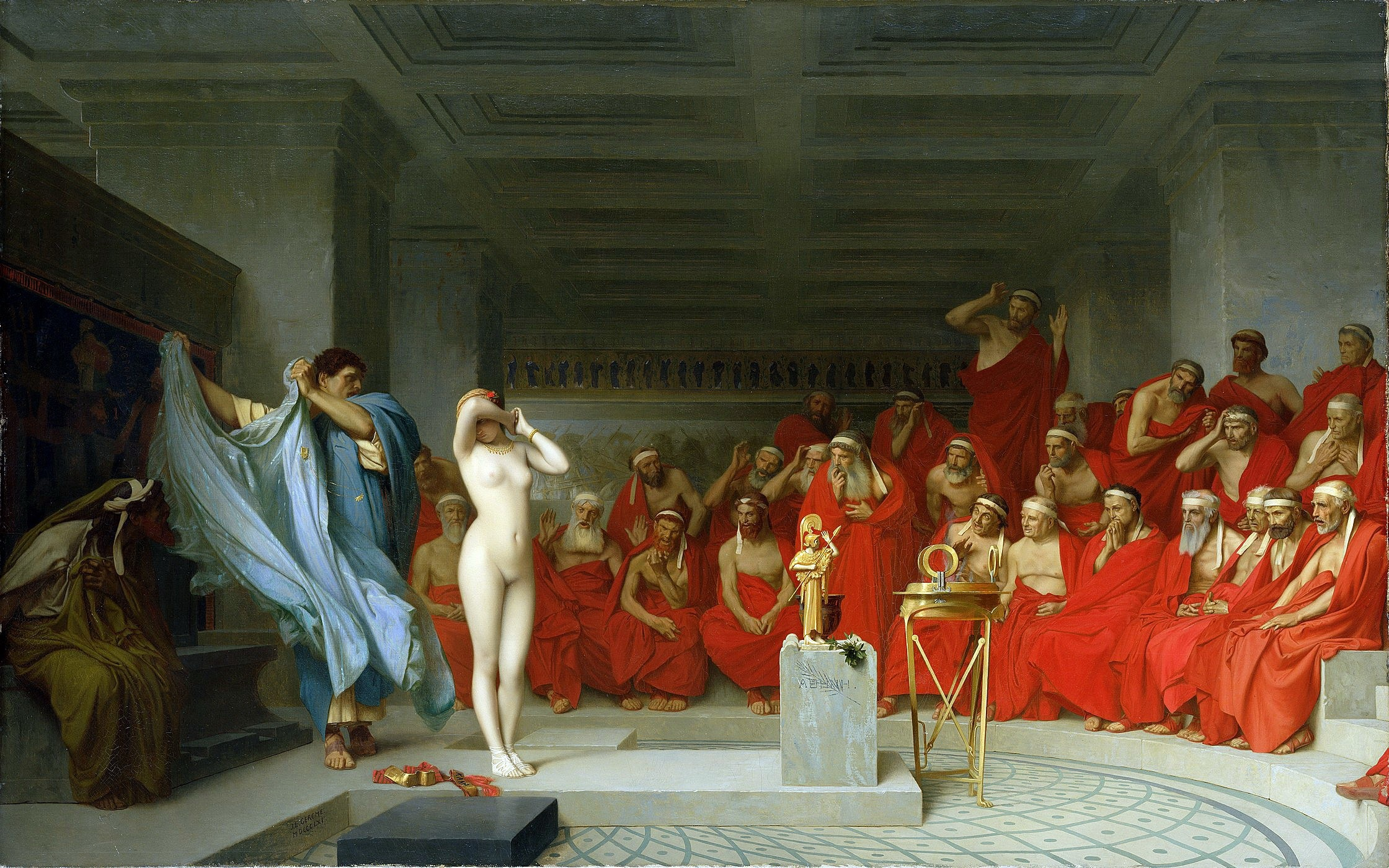
Jean-Léon Gérôme: Phryné devant l'Aréopage, 1861, Kunsthalle de Hamburgo. Representación ficticia del juicio de una hetera (Friné) ante un tribunal ateniense.

No solo los problemas familiares tenían ocupado a Estéfano: era un político activo y como tal a menudo implicado en demandas legales. De sus adversarios el más importante fue Apolodoro, mencionado ya varias veces, y que fue uno de los atenienses más ricos de la época. Estéfano se le había opuesto en varios procesos y le había infligido severas derrotas.
Entre 343 y 340.C a. C., Teomnesto, cuñado de Apolodoro, presentó una denuncia contra Neera por usurpación de  ciudadanía (en griego antiguo: ξενίας γραφή, Xenias graphe)), dirigida de hecho contra Estéfano. Según esta acusación, Neera no podría haber estado legalmente casada con Estéfano, y sus hijos no eran conforme a la legalidad ciudadanos atenienses. La mayor parte del tiempo, fue Apolodoro, quien habló en nombre de la acusación, y trató de demostrar que Neera había montado su fraude. Desde el principio, Teomnesto dejó claro que no era venganza contra Estéfano, sino una querella contra Neera.
Apolodoro describió en detalle la historia de Neera y señaló como dijo su perversidad. Él intentó, con argumentos que hoy parecen arriesgados, demostrar que todos los hijos de Estéfano eran hijos de Neera. Estéfano había infringido las leyes que prohibían el matrimonio con los no atenienses y con las ex-prostitutas. Los argumentos de Apolodoro no eran muy sólidos: este matrimonio no sería muy distinto de un concubinato, y su única justificación sería reconocer el estatus de sus hijos comunes.
Se conoce el discurso del querellante, pero no el resultado del juicio. Las fuentes conservadas no informan nada sobre el destino  de los principales protagonistas. Neera no tuvo derecho a participar en el proceso como espectadora, según las costumbres de la sociedad ateniense, aunque una derrota habría significado su retorno a la esclavitud. Además, la situación jurídica de los niños en este caso pasaría a ser extremadamente precaria, y Estéfano podría haber sido despojado de su fortuna, así como de sus derechos civiles y políticos.

## Posteridad

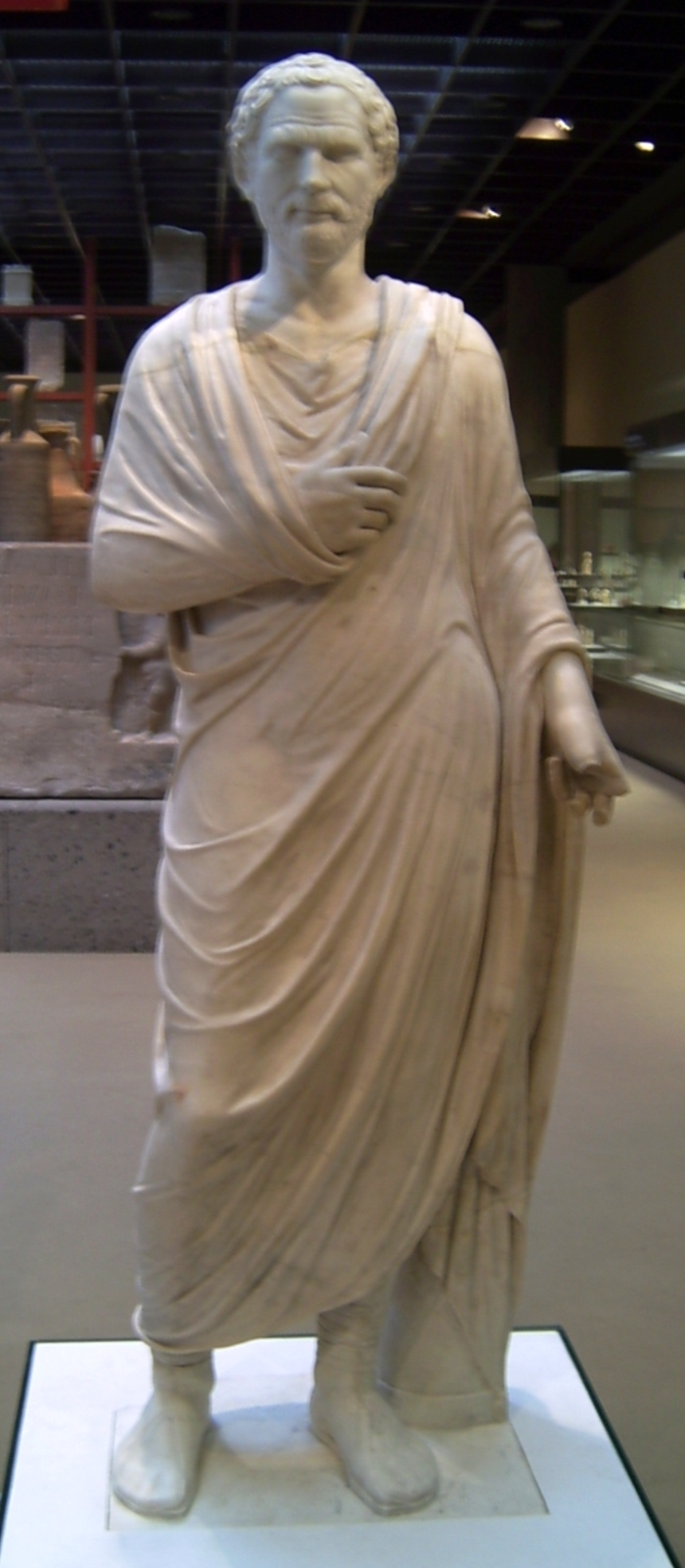
Escultura romana antigua, retocada en 1818 para darle el aspecto de Demóstenes. Museo romano-germánico de Colonia.

Aunque no ha sobrevivido información detallada sobre ninguna otra prostituta de la antigüedad, Neera está menos presente en el pensamiento que por ejemplo, Lais, Tais o Friné. El acta de acusación contra Neera ofrece a los historiadores una fuente llena de enseñanzas sobre Atenas: cultura, familia y matrimonio, así como de la prostitución y el oficio de hetera en la Antigua Grecia. La acusación sostenida por Teomnesto y Apolodoro, ante el tribunal ha sido transmitido por un discurso de Demóstenes, que estaba próximo a Apolodoro en el plano político. Pero actualmente, se opina que este discurso pertenece seguramente a los discursos del Pseudo-Demóstenes, que falsamente nos ha llegado con el nombre de Demóstenes. Según Libanio en la Antigüedad no era atribuido al célebre orador.
La personalidad real de la hetera es difícil de reconstruir a partir de las fuentes: durante el juicio, Neera desempeñó el papel de pelota entre los adversarios por intereses varios y se mantuvo en segundo plano. Ninguno de los autores y Apolodoro menos que ninguno, se interesó seriamente en definir el carácter de una mujer de reputación dudosa. Si sucedió por azar, fue para apoyar una acusación, pero jamás para hacer una representación objetiva. Por lo tanto, conocemos bien los detalles de varios pasajes de su vida, pero sobre sus propios deseos, sus preocupaciones, sus penas, por no hablar de su carácter en general, no se puede decir nada y hay que mantenerse en la fase de las hipótesis.
En los últimos años, el discurso y la vida de Neera han sido cada vez más objeto de estudios especiales. Debra Hamel escribió una monografía en 2004 sobre su persona.  Rodolphe Dareste, jurista e historiador, había traducido los discursos de Demóstenes al francés en 1875, y se tradujeron al inglés en 1931 y al alemán en 2004. A pesar de los últimos hallazgos, hay historiadores que han tomado el discurso de Apolodoro como fidedigno y han vertido afirmaciones del acusador en la literatura científica que son fáciles de refutar.